# Alex Jordanov
Le texte peut changer fréquemment, n’est peut-être pas à jour et peut manquer de recul. 
Le titre et la description de l'acte concerné reposent sur la qualification juridique retenue lors de la rédaction de l'article et peuvent évoluer en même temps que celle-ci.
Pour les articles homonymes, voir Alexander Alexandrov Yordanov.
Alex Jordanov (ou Alexandre Jordanov), né en 1959, est un journaliste et essayiste français, d'origine bulgare.

## Biographie
Il naît en Bulgarie à Sofia en 1959. Son père est chercheur mathématicien, de « haut vol », selon Libération. Alexandre Jordanov est surnommé « Alex » à l'école. Il vit en Bulgarie jusqu'au décès de sa mère, morte dans un accident de voiture alors qu'il a sept ans. Il rejoint alors son père qui travaille en France à Paris. Alex Jordanov fait des études de Mathématiques supérieures.
Après avoir obtenu un diplôme d'ingénieur, Alex Jordanov ouvre une boîte de nuit au début des années 1980 à Los Angeles. Ce club, nommé « The Radio », est fréquenté par Madonna, Prince, et Chaka Khan. Alex Jordanov indique gagner alors « 150 000 dollars » par an. Il s'achète une grande villa, et fréquente les futurs stars de la hip-hop. Il devient un spécialiste du rap américain. Il est à cette époque surnommé « Super AJ », et enregistre un morceau avec Dr. Dre. Après avoir fermé sa boîte de nuit, il devient peintre.
De retour en France en 1999, il décide de devenir journaliste. Il réalise un sujet sur les nouvelles drogues pour l'émission Envoyé spécial. Puis il est engagé au sein des reporters du Vrai Journal, une émission de Karl Zéro sur Canal+ qui mêle humour et journalisme de terrain. Selon Pascal Henry (d), l'un de ses collègues, Alex Jordanov amène quelques sujets « spectaculaires », dont le portrait du romancier Gore Vidal. Durant plusieurs années, il tourne des reportages ou documentaires, notamment sur la guerre d'Irak, les free parties belges, l'assassinat de Tupac Shakur et le procès pour meurtre de Phil Spector. Il publie également quelques articles dans des journaux de renom comme le New Yorker.
En 2004, alors qu'il prépare un documentaire pour Canal+ en Irak, il est pris en otage et détenu pendant quatre jours,,. Après sa libération, L'Obs rapporte que, selon Karl Zero, rédacteur en chef du Vrai Journal, les ravisseurs devaient savoir qu'Alex Jordanov était « un journaliste français qui combattait George Bush ». Il revient en France brisé par sa détention, pendant laquelle ses ravisseurs l'ont frappé, menacé de mort, et ont créé des mises en scène de son exécution à de multiples reprises,,,. Affaibli par le traumatisme, subissant des crises de panique et développant des « plaques d’eczéma de la tête aux pieds », il consulte un psychologue. Il est licencié par son employeur, l’agence Capa TV.
En 2015, il sort un livre sur l'affaire Merah. La Dépêche décrit le livre comme « polémique ». Merah n'aurait pas été un solitaire, mais un membre actif d'un « immense club islamique » selon Jordanov. Les Inrocks indique que le livre présente un « portrait très fouillé » de Mohamed Merah, le présentant comme une personne violente, plus intéressée par les voitures que par l'islam. Jordanov raconte comment, très jeune, Mohamed Merah est confronté à la violence, son frère ayant notamment poignardé son autre frère de sept coups de couteau. Jordanov étudie également la figure qu'est devenu Merah après sa mort au sein du salafisme et au-delà.
En 2017, son documentaire The game : de la Street à Wall Street analyse l'ascension de la culture rap aux États-Unis, ainsi que son poids économique. Jordanov est proche du rappeur Ice-T et a un carnet d'adresses dans le milieu rap qui lui a permis d'enquêter aussi bien auprès des hommes d'affaires producteurs de cette musique que des musiciens. Il réalise de nombreuses interviews, interrogeant les pionniers et les personnalités incarnant diverses tendances de la mouvance. Le documentaire analyse comment certains artistes ont pu avec leurs marques — par exemple Tidal pour Jay-Z — atteindre des revenus annuels avoisinant la centaine de millions de dollars, et ainsi entrer en bourse,.

### Affaire DGSI
Son livre (de 2019) Les guerres de l'ombre de la DGSI, a été une des meilleures ventes avec plus de 50 000 exemplaires vendus en 2023. Il relaie les témoignages de policiers ayant travaillé sur des affaires d'antiterrorisme, et relate notamment la traque de Mohamed Merah, ainsi que des dizaines d'opérations secrètes menées par la DGSI.
En 2022, il fait l'objet pour ce livre d'une perquisition et une garde à vue pour « compromission du secret de la défense nationale », il a également été placé sous contrôle judiciaire. Il est également accusé de recel de violation professionnelle, recel de violation du secret de l'instruction et révélation d’information permettant l’identification d’une source (information). Yannick Dehée, éditeur du livre, affirme que l'ouvrage a été relu avant publication par des spécialistes du renseignement afin d'éviter de perturber l'activité de l'agence.
Il est défendu par William Bourdon et Marie Cornanguer. Cette affaire est comparée à celle d'Ariane Lavrilleux en 2023 et questionne l'équilibre entre liberté de la presse, protection des sources et intérêts du renseignement national.
En 2022, Reporters sans frontières (RSF) estime que l'action à l'encontre de Alex Jordanov est une « procédure disproportionnée et une stratégie d'intimidation ». Et l'affaire inquiète RSF concernant la protection des sources des journalistes, qui, si elle n'est pas garantie, prive les citoyens de leur « droit à avoir des informations non officielles ». L'éditeur Yannick Dehée exprime des préoccupations similaires après qu'il a été demandé à Alex Jordanov de livrer ses sources. La DGSI, qui affirme avoir subi un « préjudice important », produit un rapport de 69 pages détaillant son enquête de deux ans pour identifier les sources d'Alex Jordanov. Deux anciens policiers de la DGSI ont été ainsi mis en examen au motif d'atteinte au secret de la défense nationale. Selon la DGSI, le livre donne un grand nombre d'informations trop facilement rattachables à l'un des deux policiers.
En 2025, la vice-procureure du parquet de Paris requiert le renvoi d'Alex Jordanov en procès pour « détournement et divulgation de secret de la défense nationale par dépositaire, violation du secret professionnel, recel de violation du secret de l'instruction, révélation d'information permettant l'identification d'une source ». Le dossier est entre les mains de la juge d'instruction qui doit décider de l'ouverture ou non d'un procès. S'il est effectivement renvoyé, le procès doit avoir lieu fin 2025 ou début 2026 et il risque jusqu'à 5 ans de prison. Alex Jordanov déclare vouloir faire de son éventuel procès un « happening » en faveur de la liberté de la presse et refuse par avance la reconnaissance préalable de culpabilité (« plaider coupable »).

## Publications
- Merah : l'itinéraire secret, Nouveau Monde Éditions, 2015
- Les guerres de l'ombre de la DGSI : Plongée au cœur des services secrets français, Nouveau Monde Éditions, 2020

## Film documentaire
- The Game : de la Street à Wall Street, diffusé sur Canal+ en octobre 2017[16]
- Qui a peur de MoveOn ?, 2009[27]
- Meurtre à Hollywood, l'affaire Phil Spector, 2009[28]
- Les faits Karl Zéro, 2007[29]